# Themone pulcherrima
Themone pulcherrima is een vlindersoort uit de familie van de prachtvlinders (Riodinidae), onderfamilie Riodininae.
Themone pulcherrima werd in 1853 beschreven door Herrich-Schäffer.